# Пралине (бельгийский шоколад)
Пралине (фр. Pralines; /prɑːliːn/), также известный как бельгийский шоколад, бельгийские шоколадные помадки или шоколадные конфеты, — коробки шоколада, наполненные мягкой сердцевиной. Впервые они были представлены бельгийским шоколатье Жаном Нойхаусом II в 1912 году.
Часто пралине, как коробки шоколада, путают с начинкой пралине, распространённой в Европе.
Бельгийский шоколад (пралине) не ограничивается традиционной начинкой пралине и часто также включает: орехи, марципан, солёную карамель, кофе, спирт, вишню или шоколадную смесь, контрастирующую с внешней оболочкой. Их часто продают в стилизованных коробочках в виде подарочной коробки. Крупнейшими производителями являются: Neuhaus, Godiva, Leonidas, Guylian.